# پایگاه هوایی لیه‌پاس
پایگاه هوایی لیه‌پاس (به انگلیسی: Liepas Air Base) یک فرودگاه نظامی است . این فرودگاه در کشور لتونی قرار دارد و در ارتفاع ۷۸ متری از سطح دریا واقع شده است.